# Kaisa Juuso
Pour les articles homonymes, voir Juuso.
Kaisa Helena Juuso, née le 23 septembre 1960 à Alatornio, est une femme politique Finlandaise.

## Biographie
Kaisa Juuso obtient son diplôme de fin d'études secondaires en 1979 au lycée de Pudas à Tornio puis en 1986 une licence en sciences du comportement de l'Université de Stockholm et un diplôme en assurance du Centre de formation en assurance en 1994, un diplôme d'infirmière en 2010 de l'Université des sciences appliquées de Laponie. 
Kaisa Juuso travaille dans le domaine des soins infirmiers. Elle passe une grande partie de sa carrière professionnelle dans le secteur des assurances. Dans les années 1989-1997, il travaille pour la compagnie d'assurance retraite Veritas à Turku et dans les années 1997-2004 pour Lähivakuutus (fi) à Turku. 
Avant de devenir députée, elle travaille comme spécialiste des soins médicaux internationaux en Suède, au sein de l'unité internationale de l'agence suédoise d'assurance sociale (sv) à Haparanda.

## Carrière politique
Kaisa Juuso est conseillère municipale de Tornio depuis 2013 et membre du conseil municipal depuis 2017. Au cours de sa carrière politique, elle est aussi secrétaire du district de Laponie du parti des Finlandais en 2015 et membre du conseil d'administration du parti en 2018– 2019.
Elle est élue député aux élections législatives finlandaises de 2019 comme seul représentante de son parti pour la circonscription de Laponie après avoir obtenu 5 767 voix.
Aux élections législatives finlandaises de 2023 , elle est réélue députée de circonscription de Laponie avec 6 078 voix.
Elle est ministre des Affaires sociales et de la Santé du gouvernement Orpo depuis le 20 juin 2023.
Elle est membre de Liberté nordique.